# Lanquais
Lanquais är en kommun i departementet Dordogne i regionen Nouvelle-Aquitaine i sydvästra Frankrike. Kommunen ligger i kantonen Lalinde som tillhör arrondissementet Bergerac. År 2022 hade Lanquais 501 invånare.

## Befolkningsutveckling
Antalet invånare i kommunen Lanquais
Referens:INSEE